# Euro Construct Trading 98
Euro Construct Trading 98 este o companie de construcții din România.
Compania - intrată in insolvență in 2018 - are ca obiect principal de activitate construcții de autostrăzi, drumuri, aerodroame și baze sportive.
Este deținută de patronii de la Golden Blitz, Dan Besciu și Sorin Șerban Vulpescu.
În anul 2007, compania Euroconstruct a fost acuzată de premierul de atunci, Călin Tăriceanu că ar fi câștigat contracte de achiziții publice în urma intervențiilor președintelui Traian Băsescu.
Compania a obținut un profit net 53.5 milioane lei în anul 2005, și 7,3 milioane lei în 2003.
Cifra de afaceri în 2007: 71 milioane euro